# Lalage atrovirens
A Lalage atrovirens a madarak osztályának verébalakúak (Passeriformes)  rendjébe és a tüskésfarúfélék (Campephagidae) családjába tartozó faj.

## Előfordulása
Indonézia és Pápua Új-Guinea területén honos. A természetes élőhelye szubtrópusi és trópusi síkvidéki és hegyi nedves erdők és mangroveerdők.

## Alfajai
- Lalage atrovirens atrovirens (G. R. Gray, 1862)
- Lalage atrovirens leucoptera (Schlegel, 1871)
- Lalage atrovirens moesta P. L. Sclater, 1883[4]

## Megjelenése
Átlagos testtömege 33 gramm.